# NGC 5108
NGC 5108 (другие обозначения — ESO 444-20, MCG -5-32-5, PGC 46774) — галактика в созвездии Центавр.
Джон Гершель открыл NGC 5108 3 июня 1836 г. Объект наблюдался на пределе возможного: иногда в отмеченном месте была видна чрезвычайно слабая звезда. Один или два раза эта «звезда» (ядро галактики) определенно казалась туманной и, возможно, вытянутой.
Галактика привлекает внимание своим большим темным гало. В 2010 году исследование гало было произведео на мощном телескопе (до трех эффективных радиусов). Выяснилось, что внешняя часть гало несимметрична, что может отражать слияние с другим объектом в прошлом.
Этот объект входит в число перечисленных в оригинальной редакции «Нового общего каталога».